# Cawker City
Cawker City – miasto w Stanach Zjednoczonych, w stanie Kansas, w hrabstwie Mitchell.